# タラワ (空母)
タラワ (USS Tarawa, CV/CVA/CVS-40) は、アメリカ海軍のエセックス級航空母艦。艦名は太平洋戦争の激戦タラワの戦いに因む。

## 艦歴

### 就役～予備役編入

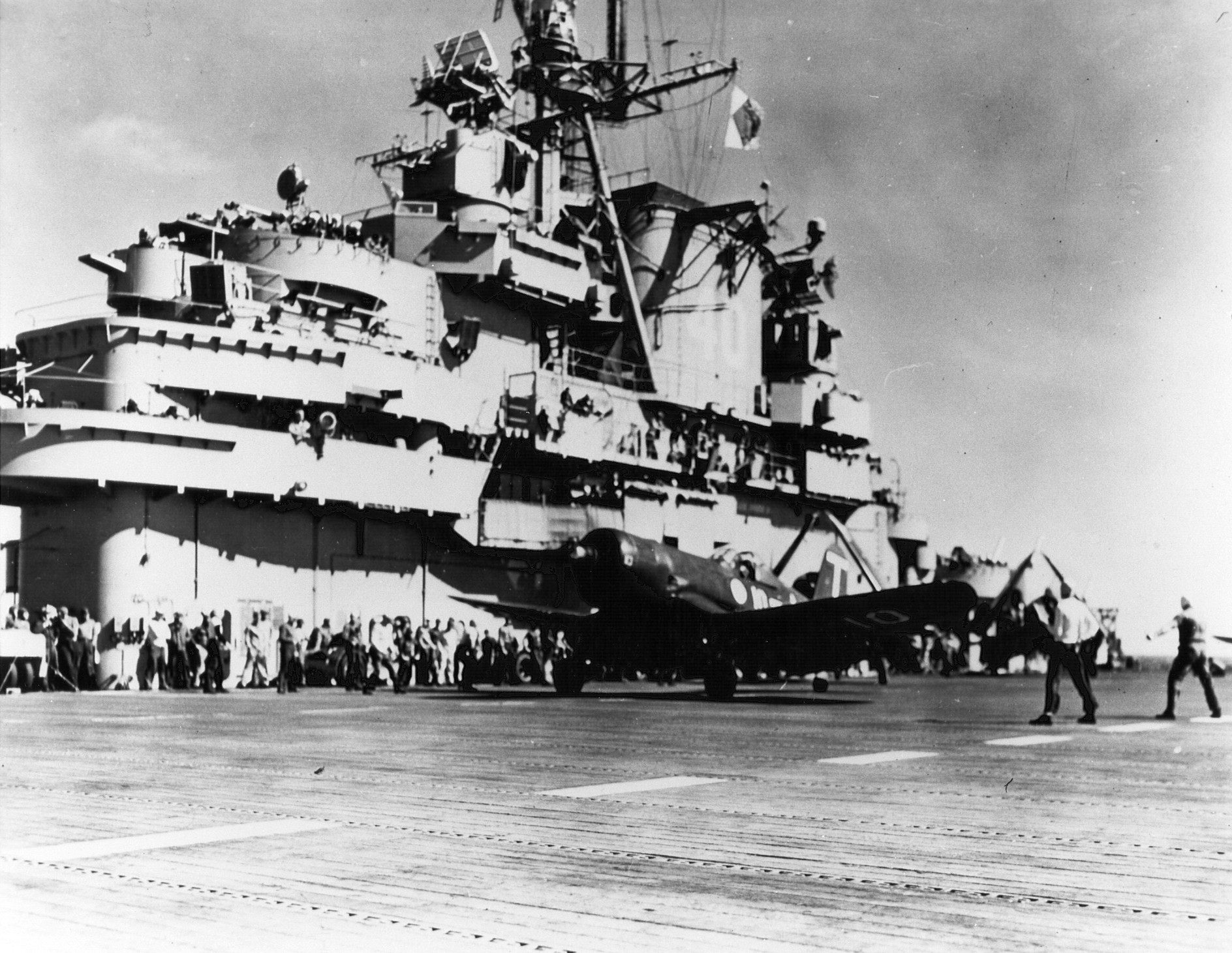
F4U-4戦闘機を発艦させるタラワ（1946年）

「タラワ」は1944年3月1日、バージニア州ポーツマスのノーフォーク海軍造船所で起工する。1945年5月12日、タラワの戦いで第2海兵師団を指揮したジュリアン・C・スミス海兵隊中将の夫人によって命名・進水し、1945年12月8日、アルヴィン・インガソル・マルストロム艦長の指揮下で就役する。
就役後は1946年2月15日までノーフォークに留まった後、キューバのグアンタナモ湾付近で整調航海を行い、4月16日にノーフォークに帰還する。その後ニューヨークを訪れ、4月30日に再びノーフォークに帰還する。
整調航海後のオーバーホールを行い、6月28日にハンプトン・ローズを出港し西海岸に向かう。パナマ運河を7月初めに通過し、15日にカリフォルニア州サンディエゴに到着する。
訓練及び調整後、「タラワ」はサンディエゴを出港、西太平洋へ配備となる。8月7日に真珠湾に到着、その後も西へと向かう。8月20日サイパンに到着し、9月後半までマリアナ諸島近海で活動した後日本へと向かう。9月28日に横須賀に到着、10月3日まで停泊した後佐世保に向かい10月7日から11日まで停泊する。その後中国の北部海岸に向かい15日に青島近海に到着、同水域で10月30日まで活動した後マリアナ諸島に向かう。11月7日にサイパンに到着、マリアナ海域で作戦行動に従事する。
沖縄へ短期間寄港した後1947年1月には戻り、1月14日にグアム島を出港し真珠湾へ向かう。1月24日に真珠湾に到着、2月18日までハワイ水域で艦隊訓練に従事した後、クェゼリン環礁へ向かう。「タラワ」は第57任務部隊の1ユニットとなり、3月前半まで第38任務部隊の空母に対する攻撃演習に参加した。3月11日に真珠湾へ帰還し、その後西海岸に向かい4月29日にサンフランシスコに到着する。
サンディエゴ出港以来16ヶ月以上にわたる航空作戦を終えた後、「タラワ」は1948年9月28日にサンディエゴを出港し世界巡航を行う。10月第2週の終わりに真珠湾に寄港、続いて最初の寄港地中国の青島に10月29日到着する。青島では5週間にわたって停泊し、12月の初めに香港およびシンガポールへ向かう。シンガポールを12月23日に出港し、新しい独立国のセイロンへ向かい、首都のコロンボに12月29日到着する。同地を1949年1月2日に出港しペルシャ湾でバーレーンとジェッダを訪問、その後スエズ運河を1月20日～21日にかけて通過する。タラワはギリシア、トルコおよびクレタ島への航海を継続した。2月8日に地中海を横断し、ジブラルタルに2月12日～13日の間停泊する。続いて大西洋を横断し、2月21日にノーフォークに帰港した。その後、初夏まで東海岸沿いおよびカリブ海の水域で通常任務に従事した。
第二次世界大戦後の海軍の縮小に伴い、この時期までに他の同型艦の多くが予備役となっていた。「タラワ」はやや長く現役にあったものの、不活性化オーバーホールの後1949年6月30日に退役し大西洋予備役艦隊に編入された。

### 再就役

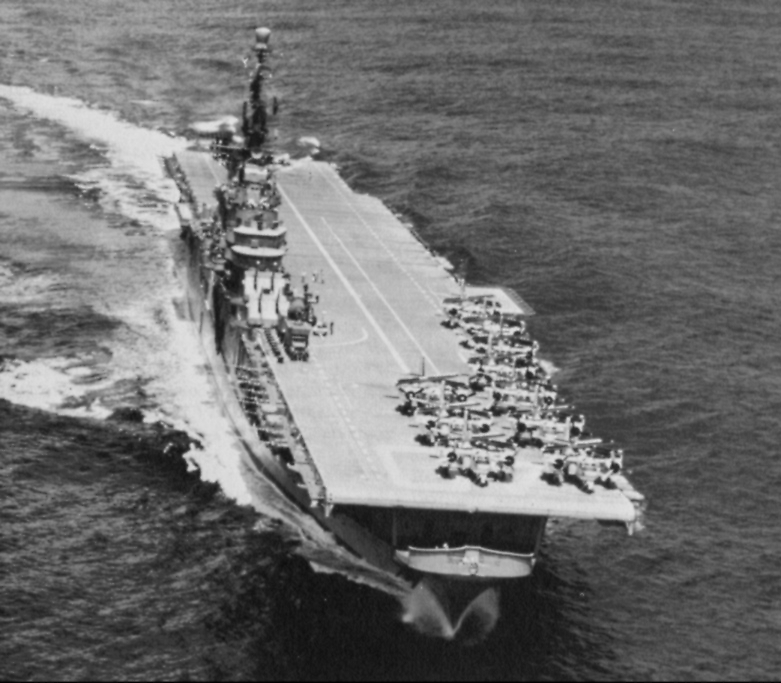
核実験「アーガス作戦」に参加するタラワ（1958年9月）

「タラワ」の予備役は18ヶ月ほど続いたが、朝鮮戦争が始まると1950年11月30日に再就役の決定がなされる。1951年2月3日にロードアイランド州ニューポートでJ. H. グリフィン艦長の指揮のもと再就役した。
朝鮮戦争のため再就役したものの、「タラワ」は実戦参加することはなかった。より正確に言うと、第6艦隊および第2艦隊の空母が戦地に派遣されていたため、その代わりとして用いられた。1952年10月1日に艦種変更がなされ、攻撃空母 (CVA-40) となる。1954年春には朝鮮半島水域に到着するが、1953年7月に休戦協定が結ばれていたため実戦を経験することはなかった。
「タラワ」は1954年9月に東海岸へ帰還し、通常任務を再開した。12月に対潜水艦作戦支援空母への転換およびオーバーホールのためボストン海軍造船所に入渠する。転換のための改修作業中の1955年1月10日に艦種変更が行われ、分類番号は CVS-40 となった。転換作業はその夏完了し、整調後はロードアイランド州クォンセット・ポイントを拠点として作戦活動を行い、対潜水艦戦航空団を指揮しながら訓練を行った。その秋に対潜水艦攻撃第4グループとの演習に参加し、その後クォンセット・ポイントに帰還すると翌年春の演習準備を行った。
1958年8月から9月の間に「タラワ」は海軍第88任務部隊の一部としてアーガス作戦に参加した。同作戦は高高度大気圏での核実験であった。
その後、大西洋艦隊に所属しての活動が続いた。クォンセット・ポイントおよびノーフォークから東海岸で活動し、しばしばカリブ海水域で演習を行った。その後の「タラワ」の任務はおおむね大西洋艦隊のためのパイロット訓練と、ますます増大するソ連潜水艦の脅威に対する偵察任務が占めることとなった。

### 退役
エセックス級のうちSCB-27やSCB-125といった近代化改装を受けず、強襲揚陸艦や練習空母といった役割も持たない艦は1960年までに次々と退役していった。「タラワ」も1960年5月13日に退役して予備役に編入され、ペンシルベニア州フィラデルフィアで保管状態が続いた。1961年5月に艦種変更されて航空機輸送艦 (AVT-12) となったがこれは形式的なもので、そのまま現役に復帰する事なく1967年6月1日に除籍された。
船体は1968年10月3日にスクラップとしてメリーランド州ボルティモアのボストン・メタルズ株式会社に売却された。
「タラワ」は竣工が第二次世界大戦に間に合わず、その後もほぼ大西洋での活動に終始したため、結果的にはエセックス級の中で唯一実戦に投入されなかった。